# Iolanda Balaș
Pour les articles homonymes, voir Balas.
Iolanda Balaș épouse Sőtér, née le 12 décembre 1936 à Timișoara et morte le 11 mars 2016 à Bucarest, est une athlète roumaine spécialiste du saut en hauteur. Elle a remporté deux titres olympiques et a amélioré à quatorze reprises le record du monde de la discipline. Elle a été la première Roumaine à remporter une médaille d'or olympique en 1960. Elle a porté le record du monde de 1,75 m à 1,91 m, un record qui allait durer dix ans. Elle a été invaincue pendant 140 compétitions consécutives. Retirée des compétitions en raison d'une rupture du tendon d'Achille en 1967, elle a présidé la Fédération roumaine d'athlétisme de 1988 à 2002.

## Carrière sportive

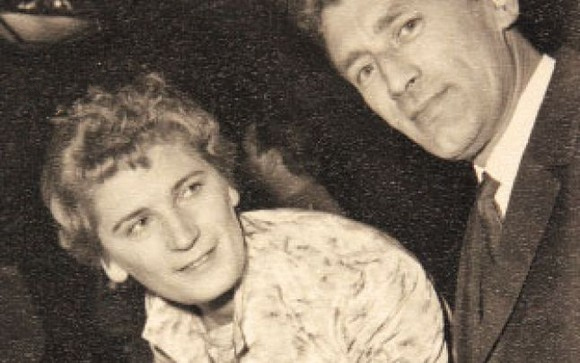
Iolanda Balaș avec son mari Ioan Soter.

Balaș a dominé pendant une décennie la scène internationale du saut en hauteur. Entre 1957 et 1967, elle a remporté 150 concours de suite et amélioré 14 fois le record du monde 1,74 m à 1,91 m.
Elle est la seule athlète à avoir défendu avec succès son titre olympique de saut en hauteur. Aux Jeux olympiques d'été de 1960 de Rome, elle a battu sa dauphine, la Polonaise Jarosława Jóźwiakowska, de 14 cm. Quatre ans plus tard, à Tokyo, elle devançait Michele Brown-Mason de 10 cm.
Elle a également connu le succès lors des championnats d'Europe. Si en 1954 à Berne, elle dut se contenter de l'argent, elle remporta le titre lors des deux éditions suivantes.
Ce n'est qu'avec la technique du Fosbury-flop que les autres athlètes arrivèrent au même niveau que Balaș. Le 4 septembre 1971, Ilona Gusenbauer sauta 1,92 m battant le record détenu depuis dix ans par Iolanda Balaș.
Elle est élue au Temple de la renommée de l'IAAF en octobre 2012.

## Résultats et records

### Palmarès
| Date | Compétition             | Lieu      | Résultat | Performance |
| ---- | ----------------------- | --------- | -------- | ----------- |
| 1954 | Championnats d'Europe   | Berne     | 2e       | 1,65 m      |
| 1956 | Jeux olympiques         | Melbourne | 5e       | 1,67 m      |
| 1958 | Championnats d'Europe   | Stockholm | 1re      | 1,77 m      |
| 1959 | Universiade d'été       | Turin     | 1re      | 1,80 m      |
| 1960 | Jeux olympiques         | Rome      | 1re      | 1,85 m      |
| 1961 | Universiade d'été       | Sofia     | 1re      | 1,85 m      |
| 1962 | Championnats d'Europe   | Belgrade  | 1re      | 1,83 m      |
| 1964 | Jeux olympiques         | Tokyo     | 1re      | 1,90 m      |
| 1966 | Jeux européens en salle | Dortmund  | 1re      | 1,76 m      |

### Records personnels
| Épreuve         | Performance | Lieu  | Date            |
| --------------- | ----------- | ----- | --------------- |
| Saut en hauteur | 1,91 m      | Sofia | 16 juillet 1961 |

### Records du monde battus
| Hauteur | Date          | Lieu              |
| ------- | ------------- | ----------------- |
| 1,78 m  | Bucarest      | 7 juin 1958       |
| 1,80 m  | Cluj-Napoca   | 22 juin 1958      |
| 1,81 m  | Poiana Brașov | 31 juillet 1958   |
| 1,82 m  | Bucarest      | 4 octobre 1958    |
| 1,83 m  | Bucarest      | 18 octobre 1958   |
| 1,84 m  | Bucarest      | 21 septembre 1959 |
| 1,85 m  | Bucarest      | 6 juin 1960       |
| 1,86 m  | Bucarest      | 10 juillet 1960   |
| 1,87 m  | Bucarest      | 15 avril 1951     |
| 1,88 m  | Varsovie      | 18 juin 1961      |
| 1,90 m  | Budapest      | 8 juillet 1961    |
| 1,91 m  | Sofia         | 16 juillet 1961   |